# حنقلان
الحنقلان (الاسم العلمي: Euryops) هو جنس من النباتات يتبع الفصيلة النجمية من رتبة النجميات.

## أنواع الحنقلان
- حنقلان عربي
- حنقلان الدببة
- حنقلان إسفيني
- حنقلان إيفانسي
- حنقلان أزغب الفروع
- حنقلان أملس الثمار
- حنقلان بترائي
- حنقلان بلوسوي
- حنقلان ترانسفالي
- حنقلان تونبرغي
- حنقلان ثلاثي الأقسام
- حنقلان ثلاثي الفلقات
- حنقلان جبلي
- حنقلان خطي
- حنقلان خلنجاني
- حنقلان خلنجي الأوراق
- حنقلان رخو
- حنقلان ريهماني
- حنقلان زايري
- حنقلان صافي
- حنقلان صخري
- حنقلان صغير الأوراق
- حنقلان صنوبري الأوراق
- حنقلان طرفي الأزهار
- حنقلان طويل الساق
- حنقلان عجيب
- حنقلان عريض الأوراق
- حنقلان عصوي
- حنقلان عقدي
- حنقلان غروي
- حنقلان قائم
- حنقلان قرصي
- حنقلان كاندولي
- حنقلان كثير الأزهار
- حنقلان متشابك
- حنقلان متعدد الشقوق
- حنقلان متكامل الأوراق
- حنقلان مخاطي
- حنقلان مسلح
- حنقلان مسنن
- حنقلان مسوق
- حنقلان مشطي
- حنقلان مضلل
- حنقلان مفترش
- حنقلان ممدد
- حنقلان مملد
- حنقلان ناحل الساق
- حنقلان ناماكوي
- حنقلان نضر الثمار
- حنقلان هدبي
- حنقلان هليوني
- حنقلان وردي الشكل
- حنقلان يشعوري